# In the Shadows (Lied)
In the Shadows (englisch für „In den Schatten“) ist ein Lied der finnischen Alternative-Rock-Band The Rasmus. Der Song ist die erste Singleauskopplung ihres fünften Studioalbums Dead Letters und wurde am 3. Februar 2003 veröffentlicht. Es ist das kommerziell erfolgreichste Stück der Gruppe und wurde ein internationaler Charterfolg.

## Inhalt
In the Shadows ist ein Alternative-Rock-Song, dessen Text vage gehalten ist und sich um das Leben als Soldat drehen soll. So singt Lauri Ylönen aus der Perspektive des lyrischen Ichs unter anderem, dass er lernen müsse zu töten, bevor er sich sicher fühlen könne. Doch er würde sich lieber selbst umbringen, als ein Sklave zu sein. Sein Leben lang habe er „in den Schatten“ auf einen bestimmten Moment gewartet.

“I’ve been watchin’, I’ve been waitin’

In the shadows for my time

I’ve been searchin’, I’ve been livin’

For tomorrows all my life”

## Produktion
Der Song wurde von den Musikproduzenten Mikael Nord Andersson und Martin Hansen produziert, während The Rasmus selbst als Autoren fungierten.

## Musikvideos
Zu In the Shadows wurden drei verschiedene Musikvideos veröffentlicht – eine finnische „Bandit Version“, eine europäische Version sowie eine Version für den US-Markt.
Die Bandit-Version wurde von Finn Andersson in Helsinki gedreht und verzeichnet auf YouTube über 1,5 Millionen Aufrufe (Stand Januar 2024). Das Video zeigt die Band, die den Song auf einer halbdunklen Bühne, die an einen Hubschrauberlandeplatz erinnert, spielt. Zudem sind The Rasmus als maskierte Räuber zu sehen, die ein Geschäft mit Tresor überfallen. Nach dem Überfall flüchten sie mit einem Transporter vor der Polizei durch die Nacht, wobei Sänger Lauri Ylönen auf der Tresortür hinterhergeschleift wird. In einem Waldstück verstecken sie sich vor den Polizeihunden und können nur knapp entkommen, wobei sie am Ende ihre Masken abnehmen.
Bei der europäischen Version führten Niclas Fronda und Fredrik Löfberg Regie. Sie verzeichnet auf YouTube mehr als 111 Millionen Aufrufe (Stand Januar 2024). Darin spielen The Rasmus in Schwarz gekleidet den Song in einem schwarz-weißen Raum, wobei den Bandmitgliedern schwarze Federn wachsen, die sie zunächst abschütteln. Kurz darauf nähert sich ein Schwarm Krähen dem Raum, zerbricht die Fenster und fliegt um die Band herum. Am Ende lösen sich die Musiker selbst in einen Haufen schwarzer Federn auf.
Die US-Videoversion wurde von Philipp Stölzl in Bukarest gedreht und verzeichnet auf YouTube über 116 Millionen Aufrufe (Stand Januar 2024). Hierbei spielt die Band den Song auf einer Bühne in einer alten Villa vor jubelndem Publikum. Dazwischen werden Szenen aus der Vergangenheit des Gebäudes gezeigt, in dem eine reiche Familie wohnte, bei der ein Dienstmädchen angestellt war, das von dieser schlecht behandelt wurde. Das Dienstmädchen sieht die Bandmitglieder in Spiegeln als Geister, woraufhin ihm Missgeschicke passieren und es den Zorn der Familie auf sich zieht. Schließlich wird das Mädchen jedoch von Sänger Lauri Ylönen durch den Spiegel ins Diesseits auf das Konzert der Band gezogen, wo es sich unter das Publikum mischt. Die Familie findet auf der Suche nach dem Mädchen am Ende somit nur ein leeres Zimmer vor.

## Single

### Covergestaltung

Logo von The Rasmus

Das Singlecover zeigt das Logo von The Rasmus in Weiß sowie den schwarzen Schriftzug In the Shadows. Im Hintergrund ist eine Seenlandschaft mit Nadelbäumen und wolkigem Himmel zu sehen.

### Titellisten
Single 1
1. In the Shadows – 4:18
2. Everything You Say – 2:46

Single 2
1. In the Shadows – 4:18
2. In the Shadows (Revamped) – 3:03
3. First Day of My Life (Acoustic Demo) – 3:11

### Chartplatzierungen
In the Shadows stieg am 14. Juli 2003 auf Platz 14 in die deutschen Singlecharts ein und erreichte vier Wochen später für eine Woche die Chartspitze. Insgesamt hielt es sich 19 Wochen lang in den Top 100, davon zwölf Wochen in den Top 10. Ebenfalls Rang eins belegte der Song in Finnland und Neuseeland. Weitere Top-10-Platzierungen gelangen unter anderem in Österreich, der Schweiz, Schweden, Italien, im Vereinigten Königreich, in Belgien, Frankreich und Dänemark. In den deutschen Single-Jahrescharts 2003 erreichte das Lied Position zehn.
| ChartsChartplatzierungen     | Höchstplatzierung | Wochen |
| ---------------------------- | ----------------- | ------ |
| Deutschland (GfK)            | 1 (19 Wo.)        | 19     |
| Finnland (IFPI)              | 1 (12 Wo.)        | 12     |
| Österreich (Ö3)              | 2 (26 Wo.)        | 26     |
| Schweiz (IFPI)               | 2 (45 Wo.)        | 45     |
| Vereinigtes Königreich (OCC) | 3 (16 Wo.)        | 16     |

| ChartsJahrescharts (2003) | Platzierung |
| ------------------------- | ----------- |
| Deutschland (GfK)         | 10          |
| Österreich (Ö3)           | 9           |
| Schweiz (IFPI)            | 10          |

| ChartsJahrescharts (2004)    | Platzierung |
| ---------------------------- | ----------- |
| Schweiz (IFPI)               | 71          |
| Vereinigtes Königreich (OCC) | 22          |

### Auszeichnungen für Musikverkäufe
In the Shadows erhielt im Jahr 2023 in Deutschland für mehr als 300.000 verkaufte Einheiten eine Platin-Schallplatte. Die weltweiten Verkäufe belaufen sich auf über eine Million Exemplare.

| Land/Region                  | Auszeichnungen für Musikverkäufe (Land/Region, Auszeichnung, Verkäufe) | Verkäufe |
| ---------------------------- | ---------------------------------------------------------------------- | -------- |
| Deutschland (BVMI)           | Platin                                                                 | 300.000  |
| Finnland (IFPI)              | Gold                                                                   | 5.955    |
| Neuseeland (RMNZ)            | Gold                                                                   | 5.000    |
| Schweden (IFPI)              | Gold                                                                   | 15.000   |
| Schweiz (IFPI)               | Gold                                                                   | 20.000   |
| Vereinigtes Königreich (BPI) | Gold                                                                   | 400.000  |
| Insgesamt                    | 5× Gold · 1× Platin ·                                                  | 745.955  |